# Ісагаджієв Магомед Асадуллайович
Магомед Асадуллайович Ісагаджієв (рос. Магомед Асадуллаевич Исагаджиев; нар. 3 жовтня 1979, с. Леваши, Левашинський район, Дагестанська АРСР, РРФСР, СРСР) — російський борець вільного стилю, срібний призер чемпіонату світу, бронзовий призер чемпіонату Європи. Заслужений майстер спорту Росії з вільної боротьби.

## Життєпис
Боротьбою почав займатися з 1994 року. Вихованець ШВСМ, м. Махачкала. Перший тренер — Магомед Дібіров.
Виступав за Спортивний клуб профспілок, Махачкала. Чемпіон Росії 2002 року. У тому ж році представляв збірну команду Росії на чемпіонатах світу і Європи.
Випускник Дагестанського державного університету.
Директор Спеціалізованої дитячо-юнацької школи олімпійського резерву імені Алі Алієва, Махачкала.

## Спортивні результати на міжнародних змаганнях

### Виступи на Чемпіонатах світу
| Змагання                        | Збірна | Вагова категорія          | Місце  |
| ------------------------------- | ------ | ------------------------- | ------ |
| Чемпіонат світу з боротьби 2002 | Росія  | вільна боротьба, до 74 кг | Срібло |

### Виступи на Чемпіонатах Європи
| Змагання                         | Збірна | Вагова категорія          | Місце  |
| -------------------------------- | ------ | ------------------------- | ------ |
| Чемпіонат Європи з боротьби 2002 | Росія  | вільна боротьба, до 74 кг | Бронза |